# Fairies (álbum)
Fairies é o primeiro álbum da Girl group japonesa Fairies. Foi lançado pela gravadora Sonic Groove em 26 de março de 2014 no Japão.

## Lista de faixas
CD
1. "Hikari no Hate ni"
2. "White Angel"
3. "More Kiss"
4. "Song for You"
5. "Beat Generation"
6. "No More Distance"
7. "Hero" (HERO)
8. 'Sparkle"
9. "Tweet Dream"
10. "Sweet Jewel"
11. "Run With U"
12. "Poker Face com participação de MOMOKA"

DVD/Blu-ray
Os discos vêm com o CD+DVD com as edições limitadas do CD+Blu-ray.
1. More Kiss (Vídeo musical)
2. Song for You (Vídeo musical)
3. HERO (Vídeo musical)
4. Sweet Jewel (Vídeo musical)
5. Beat Generation (Vídeo musical)
6. No More Distance (Vídeo musical)
7. Tweet Dream (Vídeo musical)
8. Sparkle (Vídeo musical)
9. White Angel (Vídeo musical)
10. Hikari no Hate ni (Vídeo musical)
11. Run With U (Vídeo musical)

## Posições
| 2014                       | Posição |
| -------------------------- | ------- |
| Oricon Daily Albums Chart  | 10      |
| Oricon Weekly Albums Chart | 14      |
| Billboard Japan Top Albums | 17      |